# Kaiserstuhl (Argowia)
Kaiserstuhl (gsw. Chaiserschtuel) – miasto w gminie Zurzach w Szwajcarii, w kantonie Argowia, w okręgu Zurzach. Zamieszkiwana przez 415 osoby (2019). Do 31 grudnia 2021 gmina (niem. Einwohnergemeinde).